# Give Me Your Love
Give Me Your Love är en sång på engelska, skriven av Carl Lösnitz och Calle Kindbom. Den svenska popduon "Fame", som nyligen hade varit aktuella i TV-såpan Fame Factory, framförde sången i den svenska Melodifestivalen 2003, där den vann tävlingen. Som följd fick Fame representera Sverige i Eurovision Song Contest 2003. Bidraget slutade på femte plats.
Det är en snabb och upplyftande sång med vissa likheter med Abba:s "Waterloo" [källa behövs]. I Eurovision fick bidraget tolv poäng från Rumänien. Totalt blev det 107 poäng, vilket gav femteplatsen.

## Listplaceringar
Singeln toppade den svenska singellistan. Den 13 april 2003 gick melodin direkt in på fjärde plats på Svensktoppen, där den var med sista gången den 11 maj 2003 , men nådde aldrig första plats under de sammanlagt fem omgångarna den låg där innan den lämnat listan .
| Lista (2003) | Position |
| ------------ | -------- |
| Sverige      | 1        |